# Корветино
Корве́тино — деревня в Котельском сельском поселении Кингисеппского района Ленинградской области.

## История
На карте Ингерманландии А. И. Бергенгейма, составленной по шведским материалам 1676 года, она обозначена как деревня Korvekyla.
На шведской «Генеральной карте провинции Ингерманландии» 1704 года — как Korfwikÿla.
Как деревня Карвотово она упоминается на карте Ингерманландии А. Ростовцева 1727 года.
На карте Санкт-Петербургской губернии Ф. Ф. Шуберта 1834 года она обозначена как деревня Корвитило.

КОРВИЛЦОВО — деревня принадлежит полковнику барону Притвицу, число жителей по ревизии: 41 м. п., 39 ж. п. (1838 год)

В пояснительном тексте к этнографической карте Санкт-Петербургской губернии П. И. Кёппена 1849 года она записана как деревня Korwittina (Кервотоло) и указано количество её жителей на 1848 год: води — 34 м. п., 41 ж. п., всего 75 человек.
Согласно карте профессора С. С. Куторги 1852 года деревня называлась Варвитило.

КОРВИТИНО — деревня генерал-лейтенанта барона Притвица, 10 вёрст по почтовой, а остальное по просёлкам, число дворов — 14, число душ — 28 м. п. (1856 год)

КОРВИТИНО — деревня, число жителей по X-ой ревизии 1857 года: 33 м. п., 42 ж. п., всего 75 чел.

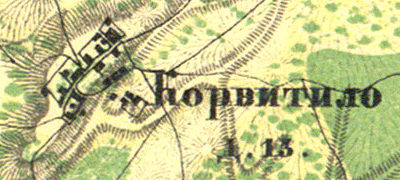
Деревня Корветино на карте 1860 года

Согласно «Топографической карте частей Санкт-Петербургской и Выборгской губерний» в 1860 году деревня называлась Корвитило и насчитывала 13 дворов.

КОРВИТИНО — деревня владельческая при колодцах, число дворов — 15, число жителей: 33 м. п., 30 ж. п. (1862 год)

КОРВИТИНО — деревня, по земской переписи 1882 года: семей — 20, в них 41 м. п., 43 ж. п., всего 84 чел.

КОРВИТИНО — деревня, число хозяйств по земской переписи 1899 года — 18, число жителей: 54 м. п., 46 ж. п., всего 100 чел.;
 разряд крестьян: бывшие владельческие; народность: русская — 2 чел., финская — 98 чел.

В конце XIX — начале XX века деревня административно относилась к Котельской волости 2-го стана Ямбургского уезда Санкт-Петербургской губернии. Население деревни было смешанным — водско-русским.
В деревне Корветино находились священные камни, у которых проводились водские языческие обряды.
С 1917 по 1927 год деревня Корветино входила в состав Корветинского сельсовета Котельской волости Кингисеппского уезда.
Согласно данным переписи населения СССР 1926 года в деревне Корветино проживали 99 человек, большинство русские, а также цыгане.
С 1927 года в составе Котельского района.
С 1931 года в составе Кингисеппского района.
По данным 1933 года деревня Корветино входила в состав Корветинского сельсовета Кингисеппского района, административным центром сельсовета была деревня Каравай.
В 1939 году население деревни Корветино составляло 103 человека.
C 1 августа 1941 года по 31 января 1944 года деревня находилась в оккупации.
С 1954 года в составе Великинского сельсовета.
В 1958 году население деревни Корветино составляло 55 человек.
По данным 1966 года также деревня входила в состав Великинского сельсовета.
По данным 1973 и 1990 годов деревня Корветино входила в состав Котельского сельсовета.
В 1997 году в деревне Корветино проживали 20 человек, в 2002 году — 36 человек (все русские), в 2007 году — 10.

## География
Деревня расположена в северо-восточной части района к северу от автодороги А180 (E 20) (Санкт-Петербург — Ивангород — граница с Эстонией) «Нарва».
Расстояние до административного центра поселения — 11 км.
Расстояние до ближайшей железнодорожной платформы Кямиши — 7 км.

## Демография
| 1862 | 2007 | 2010 | 2017 |
| ---- | ---- | ---- | ---- |
| 63   | ↘10  | ↗14  | ↘6   |

### Национальный состав
Согласно данным Всероссийской переписи населения 2021 года в деревне проживали 7 человек, все русские.